# Milton Glaser
Milton Glaser (Bronx, New York, 1929. június 26. – Manhattan, New York, 2020. június 26.) amerikai grafikus, illusztrátor. Művei között szerepel az I ❤ NY logo, a pszichedelikus Bob Dylan plakát, valamint a DC Comics és a Brooklyn sörgyár logói. 1954-ben társalapítója volt a Push Pin Studiosnak, és Clay Felkerrel együtt megalapította a New York magazint. 1974-ben létrehozta a Milton Glaser, Inc-t. Alkotásait kiállításokon mutatták be, s a világ számos múzeumában az állandó gyűjtemény részét képezik. Hosszú karrierje alatt számos posztert, kiadványt és építészeti tervet készített. Számos díjat kapott munkájáért, köztük a Barack Obama elnök által adományozott National Medal of the Arts díjat, s ezzel 2009-ben ő volt az első grafikus, aki ezt a díjat megkapta.

## Életpályája
Glaser 1929. június 26-án született Bronxban, New Yorkban. Szülei, Eugene és Eleanor (született Bergman) magyar zsidó bevándorlók voltak. A család South Bronxban lakott. Apja egy vegytisztító és egy szabóüzlet tulajdonosa volt; míg anyja háztartásbeli. Raphael és Moses Soyer művészektől vett rajzórákat, mielőtt a manhattani High School of Musical & Artba került volna.
Miután megkapta diplomáját a New York-i Cooper Unionban, 1954-ben megalapította Reynold Ruffinsszal, Seymour Chwasttel, Edward Sorellel a Push Pin Studios-t. Glaser akkor csatlakozott ismét hozzájuk, amikor visszatért Olaszországból, ahol eltölthetett néhány hónapot egy ösztöndíjnak köszönhetően 1957-ben a "Push Pin Monthy Graphic" kiadványt elküldték a barátaiknak és ügyfeleiknek. A stúdió elutasította a megszokottat, és a történelmi stílusok újraértelmezésével kísérletezett. Glaser és Seymour Chwast húsz éven át irányították a Push Pin-t, miközben munkájuk irányadóvá vált a grafikai tervezés világában. A stúdió "újradefiniálta és kibővítette a tervező, illusztrátor és a vizuális kultúra imázsát".
1974-ben megalapította saját tervezőirodáját, a Milton Glaser Inc-t, és a következő évben elhagyta a Push Pin-t. 1983-ban Glaser összefogott Walter Bernarddal, és New Yorkban létrehozta a WBMG nevű kiadványtervező céget. A WBMG több mint 50 magazint, újságot és folyóiratot tervezett szerte a világban.
Karrierje során több mint 400 plakátot készített és illusztrált. Munkái megjelentek a New York-i Cooper Hewitt National Design Múzeumban, a londoni Victoria és Albert Múzeumban, illetve a jeruzsálemi Izrael Múzeumban is. Munkáit a világ minden részén kiállították. Egyszemélyes kiállításokat is rendezett a párizsi Pompidou Központban és a New York-i Modern Művészeti Múzeumban.
Ő volt az alanya a 2009-ben bemutatott To Inform and Delight: The World of Milton Glaser címet viselő dokumentumfilmnek. Ezzel az alkotással tisztelegtek Glaser előtt, aki még 90 éves kora fölött is dolgozott, tette közzé 2019-ben a New York Times.
Glaser stroke és veseelégtelenség következtében hunyt el New Yorkban a 91. születésnapján, 2020. június 26-án.

## Munkái

### Bob Dylan poszter
1966-ban Glaser posztert készített Bob Dylan's Greatest Hits című válogatásalbuma számára. Ez volt Glaser egyik első posztere. A poszteren Dylan arcát pszichedelikus, „örvénylő" hajjal ábrázolta, alján a saját maga által kitalált betűtípusával megformált "Dylan" felirattal. A poszterhez ihletett adott számára Marcel Duchamp 1957-es önarcképe; illetve a szecesszió: „Ez befolyásolta a kép színeit és formáit."  Hat millió plakátot nyomtattak és terjesztettek, és több száz dollárért adták el őket, melyek aztán gyűjthető tárgyakká váltak.

### I Love New York logó

I Love New York logó

Egyik legismertebb alkotása az I Love New York logó. Az 1970-es évek közepén New York bűnözési rátája megemelkedett, és a várost széles körben veszélyesnek tartották, a csőd szélén állt. 1977-ben a város által megbízott reklámügynökségnek Wells Rich Greene és Milton készítette a logót a turizmus fellendítése és a közhangulat javítása érdekében. Glaser volt az, aki előállt a tervvel, miközben egy taxi hátsó ülésén ült. A logó egy nagy "I" betűből, egy piros szívből áll, amelyet az American Typewriter betűtípussal megformált "NY" betűk tetejére raknak, New Yorkot szimbolizálva. Ez a logó ihlette Robert Indiana tervezőt a LOVE dizájn megalkotására, mely négy betű egymásra helyezve. "Glaser annyira szerette New York-ot, hogy munkáját ingyen a város rendelkezésére bocsátotta, remélve, hogy az köztulajdon lesz."
Manapság a logó évente 30 millió dollárt termel New York Államnak, és a popkultúra részévé vált. Megjelenik pólókon és sapkákon, és mindenhol látható New York utcáin. Utánzatok is készültek, mint az "I Heart Radio". Az állam közel 3000 kifogást emelt velük szemben.
A szeptember 11-i terrortámadások után a logó még inkább szimbólummá vált, egységet teremtve a nyilvánosságban. A támadásokra reagálva Glaser még egy módosított verziót tervezett: „Jobban szeretem New Yorkot, mint valaha”. A piros szív egyik széle mentén egy kicsit elsötétült és megégett, hogy szimbolizálja a Világkereskedelmi Központ ellen elkövetett támadást.

### New Yorkmagazin
1968-ban Glaser összeállt Clay Felkerrel és elindították a New York magazint. A magazin révén Glaser feltalálta az úgynevezett „szolgáltatói” újságírást. A magazin az olvasó oldalán állt, "arról szólt, ami akkoriban New York City-ben zajlott". Ennek egyik példája a "The Underground Gourmet". Ebben New York olcsó éttermeiről írtak. Glaser hét éven át írta a cikkeket Jerome Snyderrel. Ez volt a magazin egyik legnépszerűbb rovata. A New York-i magazin "a városi magazinok modelljévé vált, és számos utánzatot ihletett". Glaser 1977-ben távozott a magazintól.

### Tipográfia
1970-ben Glaser megtervezte sajátját, a Glaser Stencil betűtípust, amelyhez inspirációt a Sans-serif, illetve a Futura és az Avant Garde betűtípusok adták.

## Díjai
2009-ben elnyerte a National Medal of Arts díjat, melyet Barack Obama és felesége, Michelle Obama adott át számára a Fehér Házban. Ő volt az első grafikus, aki megkapta ezt a díjat.
A The New Jewish Home 2015-ben tartott Eight Over Eighty Gáláján kitüntetést vehetett át.

## Válogatott munkái

Brooklyn sörgyár logója
DC Comics logó, 1977–2005
Stony Brook Egyetem logója
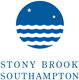
Stony Brook Southampton logó

## Publikációk
- Glaser, Milton. Sketch and Finish: The Journey from Here to There. Hudson, N.Y.: Princeton Architectural Press (2020. június 3.). ISBN 9781616899615[halott link]

## Fordítás
- Ez a szócikk részben vagy egészben  a   Milton Glaser című angol Wikipédia-szócikk ezen változatának fordításán alapul.  Az eredeti cikk szerkesztőit annak laptörténete sorolja fel. Ez a jelzés csupán a megfogalmazás eredetét és a szerzői jogokat jelzi, nem szolgál a cikkben szereplő információk forrásmegjelöléseként.